# Hortia neblinensis
Hortia neblinensis är en vinruteväxtart som beskrevs av B. Maguire & B.M. Boom. Hortia neblinensis ingår i släktet Hortia och familjen vinruteväxter. Inga underarter finns listade i Catalogue of Life.